# Rosseljuveltrast
Rosseljuveltrast (Erythropitta meeki) är en fågel i familjen juveltrastar inom ordningen tättingar.

## Utbredning och systematik
Fågeln förekommer enbart på ön Rossel i Louisiaderna öster om Nya Guinea. Tidigare behandlades den som underart till Erythropitta erythrogaster och vissa gör det fortfarande.

## Status
IUCN anser att det råder kunskapsbrist om dess hotstatus.

## Namn
Fågelns vetenskapliga artnamn hedrar Albert Stewart Meek (1871-1943), engelsk upptäcktsresande och samlare verksam på New Guinea samt i Melanesien och Australien.